# Mičevec
Mičevec är en ort i Kroatien.   Den ligger i länet Zagrebs län, i den centrala delen av landet, 10 km sydost om huvudstaden Zagreb. Mičevec ligger 106 meter över havet och antalet invånare är 1 260.
Terrängen runt Mičevec är mycket platt. Runt Mičevec är det ganska tätbefolkat, med 54 invånare per kvadratkilometer. Närmaste större samhälle är Zagreb - Centar, 9,8 km nordväst om Mičevec. Trakten runt Mičevec består till största delen av jordbruksmark.